# Paragagrellina legendrei
Genre
Espèce
Paragagrellina legendrei, unique représentant du genre Paragagrellina, est une espèce d'opilions eupnois de la famille des Sclerosomatidae.

## Distribution
Cette espèce est endémique du Yunnan en Chine.

## Description
L'holotype mesure 4,3 mm.

## Publication originale
- Schenkel, 1963 : « Ostasiatische Opilioniden aus dem Muséum d'Histoire Naturelle de Paris. » Mémoires du Muséum National d'Histoire Naturelle, sér. A, Zoologie, vol. 25, no 2, p. 483–494 (texte intégral).